# Volleybalvereniging Alterno 2018-2019
Questa voce raccoglie le informazioni riguardanti il Volleybalvereniging Alterno nelle competizioni ufficiali della stagione 2018-2019.

## Organigramma societario
Area direttiva
- Presidente: Henk Wijnsma

Area organizzativa
- Team manager: Alex Vlessert

Area tecnica
- Allenatore: Eric Meijer
- Assistente allenatore: Frans Schäffer, Ina Rouwenhorst, Gert Ketel
- Scoutman: Rick van Andel
- Preparatore atletico: Vicenzo Valenti

Area sanitaria
- Medico: Claudia Cornelies

## Rosa
| N° | Nome                | Ruolo | Data di nascita  | Nazionalità sportiva |
| -- | ------------------- | ----- | ---------------- | -------------------- |
| 1  | Yvette Visser       | L     | 2000             | Paesi Bassi          |
| 2  | Tess de Vries       | O     | 21 marzo 2001    | Paesi Bassi          |
| 3  | Gina Valenti        | S     | 1998             | Paesi Bassi          |
| 4  | Laura Overwater     | C     | 1998             | Paesi Bassi          |
| 5  | Lisa Nobel          | S     | 2000             | Paesi Bassi          |
| 6  | Caya van Cooten     | S     | 1997             | Paesi Bassi          |
| 7  | Daphne Broekhuis    | P     | 29 aprile 2001   | Paesi Bassi          |
| 8  | Froukje Hoenderboom | S     | 17 febbraio 2000 | Paesi Bassi          |
| 9  | Charlot Vellener    | P     | 2001             | Paesi Bassi          |
| 10 | Kirsten Bröring     | C     | 3 luglio 2000    | Paesi Bassi          |
| 12 | Romy Hietbrink      | C     | 27 ottobre 1993  | Paesi Bassi          |